# Il fuggitivo della missione impossibile
Il fuggitivo della missione impossibile (Wrongfully Accused) è un film diretto da Pat Proft, celebre sceneggiatore, alla sua prima regia. È questa una farsa parodistica che si rifà a Il fuggitivo di Andrew Davis ed è ricolma di citazioni filmiche.

## Trama
Un'affascinante dark lady organizza un piano per assassinare il marito e far ricadere la colpa su un celebre violinista, che braccato da un tenace poliziotto si dà alla latitanza.